# Балабанов Михайло (Самуїл) Соломонович
Михайло (Самуїл) Соломонович Балабанов (псевд. — М. Дубровський; 9 січня 1873 — р. с. невід.) — журналіст, історик, політичний діяч.

## Біографія
Народився в м. Чернігів. Навчався у Чернігівській і Новгород-Сіверській гімназіях, від 1892 року — у Київському університеті. Член Союзної ради об'єднаних студентських земляцтв і організацій, соціал-демократичних гуртків, групи Ювеналія Мельникова, київського «Союзу боротьби за визволення робітничого класу».
За участь у демонстрації 1897 року з приводу самогубства у Петропавловській фортеці народниці М. Вітрової заарештований, виключений з університету. Того ж року вступив до Одеського університету, який закінчив 1898 року.
Від 1894 року почав літературну діяльність: перші статті опублікував у київській газеті «Жизнь и искусство», журналі «Новое слово» (1899—1900). У 1901—1904 роках жив у Ростові-на-Дону (нині місто в РФ), у 1903—1904 роках — член Донського комітету Російської соціал-демократичної робітничої партії, редактор «Донской речи». Разом з Й. Мошинським організував Донецький союз гірничозаводських робітників, редактор усіх видань Союзу.
З 1903 року — меншовик. У 1904—1905 роках жив у Києві, був співробітником газет «Киевские отклики», «Киевское слово». Від 1905 року — у Санкт-Петербурзі, член редакції, секретар газети «Начало», об'єднаного органу «Северный голос» — «Наш голос», співробітник інших меншовицьких видань: «Отклики современности», «На очереди»; з 1906 року — секретар с.-д. фракції I Державної думи. Від 1911 року знову у Києві, співробітник газети «Киевская мысль», друкувався також у газеті «Киевские вести», меншовицьких органах «Наша заря», «Дело» тощо. На перших демократичних (всенародних) виборах у Київську міську думу, що відбулися 23 липня (5 серпня) 1917 року, був обраний гласним за списком РСДРП(об'єднаних меншовиків). У 1917—1918 — гласний Київської міської думи, член Київської та Всеукраїнського комітетів РСДРП (меншовиків), член Української Центральної Ради і Малої ради, член редколегії газети «Знамя труда».
У березні 1920 року за вироком ревтрибуналу в Києві позбавлений політичних прав на час громадянської війни. Пізніше — професор Ленінградського інституту народного господарства. Автор праць з історії робітничого і революційного рухів у Росії. Подальша доля невідома.

## Твори
- Нариси з історії робітничого класу в Росії, ч. 1-3. — К.-М., 1923—1926;
- До історії робітничого руху на Україні. — К., 1925.